# I Can't Go On
«I Can't Go On» —[aɪ kaːnt ɡəʊ ɒn]; en español: «No puedo seguir»— es una canción compuesta por David Kreuger, Hamed «K-One», Pirouzpanah y Robin Stjernberg e interpretada en inglés por Robin Bengtsson. Se lanzó el 26 de febrero de 2017 mediante Capitol Records. Fue elegida para representar a Suecia en el Festival de la Canción de Eurovisión de 2017 tras ganar el Melodifestivalen 2017 el 11 de marzo de 2017.

## Festival de Eurovisión

### Festival de la Canción de Eurovisión 2017
Esta fue la representación sueca en el Festival de Eurovisión 2017, interpretada por Robin Bengtsson.
El 31 de enero de 2017 se organizó un sorteo de asignación en el que se colocaba a cada país en una de las dos semifinales, además de decidir en qué mitad del certamen actuarían. Como resultado, la canción fue interpretada en primer lugar durante la primera semifinal, celebrada el 9 de mayo de 2017. Fue seguida por Georgia con Tamara Gachechiladze interpretando «Keep the Faith». La canción fue anunciada entre los diez temas elegidos para pasar a la final, y por lo tanto se clasificó para competir en esta. Más tarde se reveló que el país había quedado en tercer puesto con 227 puntos.
El tema fue interpretado más tarde durante la final el 13 de mayo, precedido por Bélgica con Blanche interpretando «City Lights» y seguido por Bulgaria con Kristian Kostov interpretando «Beautiful Mess». Al final de las votaciones, la canción había recibido 344 puntos (218 del jurado y 126 del televoto), y quedó en quinto lugar de 26.

## Formatos
| Descarga digital |                 |          |  |
| N.º              | Título          | Duración |  |
| 1.               | «I Can't Go On» | 3:03     |  |

## Historial de lanzamiento
| Región  | Fecha                 | Formato          | Discográfica    | Ref.  |
| ------- | --------------------- | ---------------- | --------------- | ----- |
| Mundial | 26 de febrero de 2017 | Descarga digital | Capitol Records | [ 1 ] |